# Área metropolitana de Racine
El Área Estadística Metropolitana de Racine, WI MSA, como la denomina la Oficina de Administración y Presupuesto, es un Área Estadística Metropolitana centrada en la ciudad de Racine, que solo abarca el homónimo en el estado de Wisconsin, Estados Unidos. Su población según el censo de 2010 es de 195.408 habitantes, convirtiéndola en la 217.º área metropolitana más poblada de los Estados Unidos.

## Área Estadística Metropolitana Combinada
El Área Estadística Metropolitana Combinada de Milwaukee-Racine-Waukesha, WI CSA está formada por el área metropolitana de Racine junto con el Área Estadística Metropolitana de Milwaukee-Waukesha-West Allis, WI MSA; totalizando 1.751.316 habitantes en un área de 10.654 km².

## Comunidades
Ciudades, villas y pueblos
- Burlington
- Caledonia
- Dover
- Elmwood Park
- Mount Pleasant
- North Bay
- Norway
- Racine (ciudad principal)
- Raymond
- Rochester
- Sturtevant
- Union Grove
- Waterford
- Wind Point
- Yorkville

Lugares designados por el censo
- Bohners Lake
- Browns Lake
- Eagle Lake
- Waterford North
- Wind Lake

Lugares no incorporados
- Caldwell
- Franksville
- Husher
- Ives Grove
- Kansasville
- Kilbournville
- Kneeland
- North Cape
- Sylvania
- Tabor
- Tichigan
- Thompsonville
- Union Church